# Brandon Sargeant
Brandon Sargeant (* 28. Juni 1997 in Stoke-on-Trent) ist ein englischer Snookerspieler aus Staffordshire. Von 2019 bis 2021 verbrachte er zwei Spielzeiten auf der Profitour.

## Karriere

### Jugendjahre
Brandon Sargeant spielte schon mit vier Jahren an Pool-Tischen, mit dem Snooker begann er mit neun Jahren. Schon früh bekam er Training und war sehr erfolgreich auf der englischen Juniorentour, die er zweimal gewann. 2015 nahm er erstmals an internationalen Juniorenmeisterschaften teil. Bei der U21-Weltmeisterschaft verlor er im Achtelfinale gegen den späteren Finalisten Jamie Clarke, bei der folgenden Europameisterschaft stand er selbst im Finale und unterlag Josh Boileau.
Zuvor hatte er sich mit 15 Jahren schon bei der Players Tour Championship (PTC) angemeldet, einer Turnierserie der Profitour, die auch für Amateure offen war. Im ersten Jahr verlor er aber bei allen vier englischen Turnieren sein Auftaktspiel. Im Jahr darauf kam er bei den Bluebell Wood Open immerhin in die dritte Amateurrunde. 2014 nahm er im Frühjahr an der Q School teil, mit der man sich für die Profitour qualifizieren konnte. Zwar kam er über das Viertelfinale in einer der acht Gruppen nicht hinaus (2014 Turnier 1), wurde aber trotzdem bei zwei Profiturnieren als Nachrücker für frei gebliebene Plätze berücksichtigt und erhielt sogar eine Wildcard für die Weltmeisterschaftsqualifikation. Bei den PTC-Turnieren schaffte er es sowohl bei den Bulgarian Open als auch dem Ruhr Open ins Hauptturnier. Er verlor zwar alle Begegnungen mit Profispielern, schlug sich aber durchaus achtbar. Die nächste Q School verlief zwar auch nicht erfolgreicher, bei den Gibraltar Open 2015 kam er erneut ins Hauptturnier und besiegte mit David Gilbert erstmals einen Profi mit 4:2. Bei seinem zweiten WM-Auftritt hielt er gegen Ex-Weltmeister Graeme Dott bis zum 7:7 mit und verlor knapp mit 8:10.

### „Zweite Liga“ und zwei Jahre auf der Profitour
In der Q School 2016 erreichte er zweimal das Viertelfinale und damit einen der vorderen Plätze in der Order of Merit, der Turnierrangliste. Dadurch war er regelmäßig bei den Profiturnieren als Nachrücker dabei. Bei 12 Turnieren trat er gegen Profis an, ein zweiter Sieg gelang ihm aber nicht. Mit zwei Auftaktniederlagen verlief die Q School 2017 enttäuschend und so blieben ihm in der Saison 2017/18 nur die beiden Pro-Am-Turniere der Main Tour, die von der PTC-Tour übriggeblieben waren. Beide Male erreichte er die Hauptrunde, bei den Gibraltar Open hatte er dann ein Freilos, gewann anschließend gegen einen weiteren verbliebenen Amateur und schaffte es erstmals unter die Letzten 32, wo er Fang Xiongman nur knapp mit 3:4 unterlag. Bei der Q School 2018 war zwar erneut im Viertelfinale Schluss, Sargeant qualifizierte sich aber für die neue Challenge Tour, eine Turnierserie für Amateure zur Main-Tour-Qualifikation. Er gewann gleich das erste Turnier, wurde einmal zweiter und Stand vier weitere Male im Halbfinale. Dadurch gewann er die Tourwertung, erhielt mit 21 Jahren Profistatus und die Startberechtigung für die Spielzeiten 2019/20 und 2020/21 auf der Main Tour. Nur kurz darauf gewann er mit einem 10:7-Sieg über Jamie O’Neill die English Amateur Championship.
Seine Profikarriere begann mit einem Sieg beim Riga Masters 2019 gegen Ashley Carty. Danach folgten aber fast nur Auftaktniederlagen, nur bei den English Open gelang ihm noch ein Sieg bei einem regulären Turnier. Besser lief es nur beim Sonderformat Shoot-Out, wo er in 1-Frame-Matches Eden Sharav und Ali Carter besiegte. Gegen den Weltranglisten-16. gelang ihm nach 7:63-Rückstand unter Zeitdruck ein Break von 61 Punkten zum Sieg. In der Runde der Letzten 32 schied er gegen Shaun Murphy aus. Das zweite Jahr verlief ähnlich. Bei zwei der kleineren Turniere gewann er ein Match, sonst gab es fast nur Niederlagen. Beim Sonderformat WST Pro Series gewann er in der ersten Gruppenphase zwei Best-of-3-Matches gegen Graeme Dott und Luca Brecel, schaffte damit aber nicht den Einzug in die zweite Runde. Das war bei Weitem zu wenig, um ihm den Verbleib auf der Tour zu sichern und nachdem er bei der Weltmeisterschaft in Runde 2 ausgeschieden war, beendete er die 2 Jahre auf Platz 104 der Weltrangliste. Der anschließende Versuch, über die Q School den Profistatus zu retten, scheiterte mit insgesamt nur drei Siegen in den drei Turnieren deutlich. 

## Erfolge
Ranglistenturniere:
- Runde der Letzten 32: Gibraltar Open (2018), Snooker Shoot-Out (2020)

Amateurturnier:
- U21-Europameisterschaft: Vizeeuropameister (2016)
- English Amateur Championship: Sieger 2019

Qualifikationsturnier:
- Challenge Tour: Platz 1 (Saison 2018/19)